# Marpingen
Marpingen è un comune tedesco di 9 962 abitanti, situato nel land della Saarland.